# Atanas Semerdzhiev
Atanas Georgiev Semerdzhiev (Lûzhene, 21 de mayo de 1924 – Sofía, 8 de mayo de 2015) fue un político búlgaro. Fue el primer Vicepresidente de Bulgaria de la era democrática de Bulgaro desde 1990 hasta 1992, bajo el mandato de Zhelyu Zhelev. Fue veterano de guerra en la Segunda Guerra Mundial. En 1966 fue Viceministro de defensa bajo el mandato del General Dobri Dzhurov. El 27 de diciembre de 1989 Semerdzhiev fue nombrado Ministro del Interior y el 2 de febrero de 1990, fue designado líder del Partido Socialista Búlgaro. Fue confirmado como ministro el 27 de julio de 1990 y, tres días después, fue nombrado en la Gran Asamblea Nacional vicepresidente de la nación.